# Группа Шрёдингера
Группа Шрёдингера — это группа симметрии конфигурационного пространства уравнения Шрёдингера. Её образуют преобразования, отображающие физически эквивалентные точки конфигурационного пространства друг в друга. Группа Шрёдингера может быть определена из общих физических соображений. В неё входят: преобразование, осуществляющее перестановку электронов; преобразование, осуществляющее вращение системы координат; преобразование Галилея.
Для группы Шрёдингера уравнения Шрёдингера свободной частицы вида:
{\displaystyle i{\frac {\partial \Psi }{\partial t}}-{\frac {1}{2M}}\nabla ^{2}\Psi =0}
при преобразовании Галилея вида:
{\displaystyle q\rightarrow q'=Rq+Vt+a}
и
{\displaystyle t\rightarrow t'=t+b}
может быть получена алгебра Шрёдингера.

## Алгебра Шрёдингера
Алгебра Шрёдингера это алгебра Ли группы Шрёдингера.
Она содержит алгебру Галилея с центральным расширением.
{\displaystyle [J_{i},J_{j}]=i\epsilon _{ijk}J_{k},}
{\displaystyle [J_{i},P_{j}]=i\epsilon _{ijk}P_{k},}
{\displaystyle [J_{i},K_{j}]=i\epsilon _{ijk}K_{k},}
{\displaystyle [P_{i},P_{j}]=0,[K_{i},K_{j}]=0,[K_{i},P_{j}]=i\delta _{ij}M,}
{\displaystyle [H,J_{i}]=0,[H,P_{i}]=0,[H,K_{i}]=iP_{i},}
{\displaystyle [H_{i},H_{j}]=0.}
Тут
{\displaystyle J=L+S=\left[QP\right]+S=-i\left[P{\frac {\partial }{\partial P}}\right]+S} — оператор полного момента количества движения, отвечающий вращениям {\displaystyle R},
{\displaystyle P} — оператор импульса, отвечающий смещению в пространстве на отрезок {\displaystyle a},
{\displaystyle H} — оператор энергии, отвечающий сдвигу начала отсчёта по временной шкале на {\displaystyle b},
{\displaystyle K=iM{\frac {\partial }{\partial P}}+iP{\frac {\partial }{\partial H}}} — оператор, отвечающий галилеевскому преобразованию {\displaystyle V}.
Центральное расширение M интерпретируется как нерелятивистская масса и соответствует симметрии уравнения Шрёдингера при фазовых преобразованиях (и отвечает сохранению вероятности).
Алгебра Шрёдингера имеет две инвариантные величины:
{\displaystyle P^{2}-2MH=2ME} — здесь {\displaystyle E} можно рассматривать как внутреннюю энергию.
{\displaystyle \left(MJ-\left[KP\right]\right)^{2}=M^{2}S^{2}=M^{2}s(s+1)} — здесь {\displaystyle S} можно рассматривать как внутренний момент количества движения частицы.
Ещё есть два генератора, которые мы обозначим {\displaystyle D} и {\displaystyle C}. У них следующие коммутационные соотношения:
{\displaystyle [H,C]=iD,[C,D]=-2iC,[H,D]=2iH,}
{\displaystyle [P_{i},D]=iP_{i},[K_{i},D]=-iK_{i},}
{\displaystyle [P_{i},C]=-iK_{i},[K_{i},C]=0,}
{\displaystyle [J_{i},C]=[J_{i},D]=0.}
Генераторы {\displaystyle H}, {\displaystyle C} и {\displaystyle D} образуют алгебру {\displaystyle sl(2,R)}.

## Роль группы Шрёдингера в математической физике
Хотя группа Шрёдингера и определяется как группа симметрии свободного уравнения Шрёдингера, она реализуется в некоторых нерелятивистских системах с взаимодействием (к примеру, холодные атомы в критической точке).
Группа Шрёдингера d пространственных размерностей может быть вложена в релятивистскую конформную группу в d+1 размерностях SO(2,d+2). Это вложение отвечает тому факту, что можно получить уравнение Шрёдингера из безмассового уравнения Клейна-Гордона с помощью компактификации Калуцы-Клейна.